# Statuia ecvestră a lui Mihai Viteazu din Oradea

Statuia ecvestră a lui Mihai Viteazul din Oradea a fost amplasată în 1994 în Piața Unirii din Oradea. A fost realizată de sculptorii Alexandru Gheorghiță și Georgeta Caragiu și turnată din 8,5 tone de bronz.
Banii pentru statuie au fost strânși de Asociația Culturală „Mihai Viteazul” din Oradea, din contribuțiile militarilor și personalului civil din 13 unități militare aparținând Diviziei 11 mecanizata „Carei”, din cadrul Garnizoanei Oradea.
Statuia restaurată a marelui voievod Mihai Viteazul tronează din data de 23 mai 2024 în piața care îi va purta numele.
Sute de orădeni au asistat in data de 23 mai 2024, la dezvelirea și sfințirea statuii voievodului Mihai Viteazul, aceasta fiind amplasată în fața Catedralei Episcopale Învierea Domnului din Centrul Civic, în piața care îi va purta numele.

## Strămutarea statuii
Prin hotărârea Consiliului Local Oradea nr. 1045 din 2018, s-a decis strămutarea statuii voievodului Mihai Viteazul din Piața Unirii în viitoarea Piață Emanoil Gojdu. Marți, 14 mai 2019, statuia a fost coborâtă de pe soclu spre a fi înlocuită cu Statuia Regelui Ferdinand I al României. Statuia lui Mihai Viteazu, scoasă din centrul orașului de primarul de atunci Ilie Bolojan, a fost dusă la depoul de tramvaie din Oradea unde statuia a fost scăpată din curele și s-au rupt picioarele calului și a crăpat corpul Voievodului.
În perioada 1924 – 1940, în Piața Unirii a existat un monument similar, statuia regală ecvestră, din bronz, realizată de sculptorul orădean Mihai Kara. Noua statuie a regelui Ferdinand a fost inaugurată la 23 mai 2019, cu ocazia împlinirii a o sută de ani de la vizita regelui la Oradea.
Conform unor opinii provenite de la autori neprecizați, expuse în anul 2010 de către ziaristul orădean Florin Cuc, valoarea artistică a sculpturii ar fi contestabilă, din mai multe motive:
- calul are toate patru picioarele sprijinite pe sol. Regulile heraldicii spun că dacă personajul reprezentat a murit ucis mișelește, calul acestuia trebuie reprodus cu un picior în aer și doar dacă cel căruia îi este închinat monumentul a murit de moarte bună, animalul stă cu toate picioarele pe pământ.
- din analiza proporțiilor, musculaturii și cozii tăiate drept, calul lui Mihai Viteazul din Piața Unirii este un pur-sânge englez, rasă care pe vremea lui Mihai, adică pe la 1600, încă nu exista.
- proporțiile între dimensiunile calului și cele ale călărețului, respectiv ale domnitorului, sunt aberante, animalul fiind mult prea mare în raport cu omul.
- raportul dimensiunilor între corpul și picioarele aceluiași cal, reprezentat în monumentul ecvestru din Piața Unirii este, de asemenea, incorect.
- organele genitale ale animalului sunt reprezentate nerealist, acestea semănând mai mult cu cele umane, decât cu ale unui armăsar.
- picioarele din spate ale calului reprezentat pe monument aduc mai degrabă cu niște picioare de vacă.
- statuia trebuia amplasată cu fața spre graniță, simbolizând apărarea țării de dușmani și nu cu spatele la granița cu Ungaria.

## Istoricul statuilor din Piața Unirii
Înainte de statuia regelui Ferdinand I, în actuala Piață a Unirii se afla statuia regelui maghiar Ladislau cel Sfânt, pe care Consiliul Orășenesc a decis, în ședința din 26 iunie 1923, să o predea Episcopiei Romano-Catolice, care urma s-o așeze în curtea reședinței episcopale.
În 1940, în urma trecerii unei părți a Transilvaniei la Ungaria, decisă prin Dictatul de la Viena, autoritățile maghiare au amplasat în Piața Unirii o statuie ecvestră a amiralului Miklós Horthy. După al Doilea Război Mondial, autoritățile române din perioada comunistă au demolat-o și înlocuit-o cu două tunuri. Acestea au fost și ele îndepărtate în 1994, pentru a face loc statuii lui Mihai Viteazul.